# Turkelinger
Turkelinger var en av de germanska folkstammar som nämndes av Tacitus. Enligt honom var det en av de skandinaviska stammar som bosatt sig i nuvarande Pommern mellan Oder och Wisla. Eftersom det inte finns några vidare skriftliga belägg för deras existens, får man förmoda att de antingen var en mindre grupp från ett större folk eller att de senare uppgick i en större folkgrupp som invandrat till detta område, förmodligen rugier eller goter.